# Anyphaena catalina
Anyphaena catalina är en spindelart som beskrevs av Norman I. Platnick 1974. Anyphaena catalina ingår i släktet Anyphaena och familjen spökspindlar. Inga underarter finns listade i Catalogue of Life.